# Oberau-Haslach

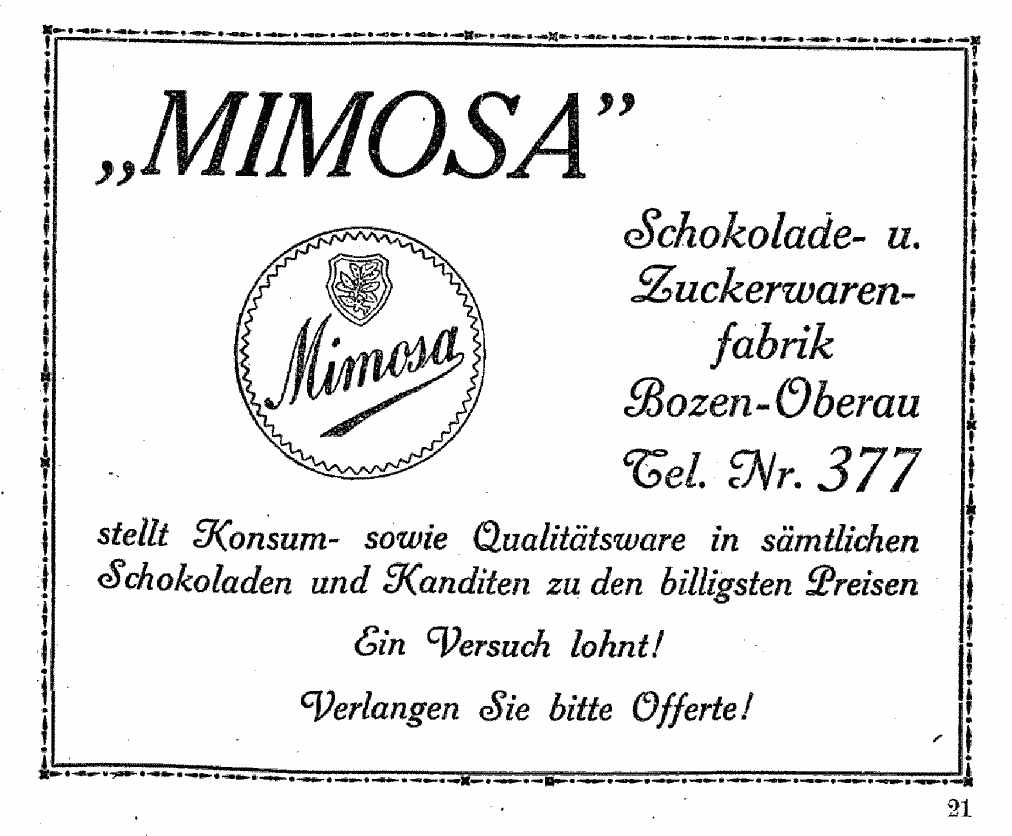
Werbung für die Schokoladefabrik „Mimosa“ in Oberau im Südtiroler Telefonbuch von 1925 (Bozen)

Oberau-Haslach (italienisch Oltrisarco-Aslago) ist eines der fünf Stadtviertel der Südtiroler Landeshauptstadt Bozen (Italien). Mit seinen knapp 14.000 Einwohnern ist es (vor Europa-Neustift) das bevölkerungsmäßig zweitkleinste Stadtviertel Bozens.

## Geografie

### Lage
Oberau-Haslach liegt im Bozner Talkessel im Etschtal und nimmt grob den Süden des Gemeindegebiets ein. Im Norden und Westen wird es durch den Eisack der Reihe nach von den Stadtvierteln Gries-Quirein, Europa-Neustift und Don Bosco abgegrenzt, zuletzt bildet im Südwesten die Etsch die Grenze zur Gemeinde Eppan. Im Süden verläuft die Gemeindegrenze zur Nachbarstadt Leifers durch landwirtschaftliches Gebiet, den Flughafen Bozen und die Ortschaft St. Jakob. Im Osten zieht sich die Grenze quer über die steilen Hänge des Regglbergs bis zum Südhang des Virgl, wo Oberau-Haslach an das Stadtviertel Zentrum-Bozner Boden-Rentsch stößt.

### Gliederung
Das Stadtviertel entstand im Süden der ehemaligen Landgemeinde Zwölfmalgreien. Die Wohngebiete reihen sich im Osten des Stadtviertels unter den Hängen des Regglbergs auf: Hier befinden sich von Nord nach Süd Haslach, Oberau und St. Jakob (Unterau). Einen wesentlich größeren Teil des Stadtviertels nimmt allerdings das sich westlich der Siedlungskette jenseits der Trasse der Brennerbahn im flachen Talboden bis zum Eisack ausdehnende Industriegebiet Bozen ein.

## Geschichte
Oberau und Haslach sind typische Siedlungsnamen des Hochmittelalters. Haslach ist bereits um 1200 in einem Besitzverzeichnis des hier begüterten Prämonstratenserklosters Schäftlarn als „Haslach“ genannt. Von Haslach erhielt die Höhenburg Haselburg ihren Namen. Um das Jahr 1237 werden die Herren von Haselburg mit „Ůlricus de Haselberg“ erstmals erwähnt, später ging die Burg in den Besitz der Herren von Küepach über.
Die Anhöhen rund um Haslach, Virgl und Haselburg, wurden schon früh besiedelt, besonders in der Zeit der Völkerwanderung, als der Talkessel auch durch die Eisackfluten versumpft war. Später entstanden dort Burgen (Weineck, Weißhaus, Rosenbach und Haselburg), Kirchen (St. Gertraud) und Gehöfte (Pfarrhof). In der Landgerichtsordnung für Gries-Bozen von 1487 ist für Haslach ein eigener „oberhaubtman“ namens „Hans Mang“ genannt. Zwischen 1849 und 1911 gehörte das Viertel zur Landgemeinde Zwölfmalgreien.

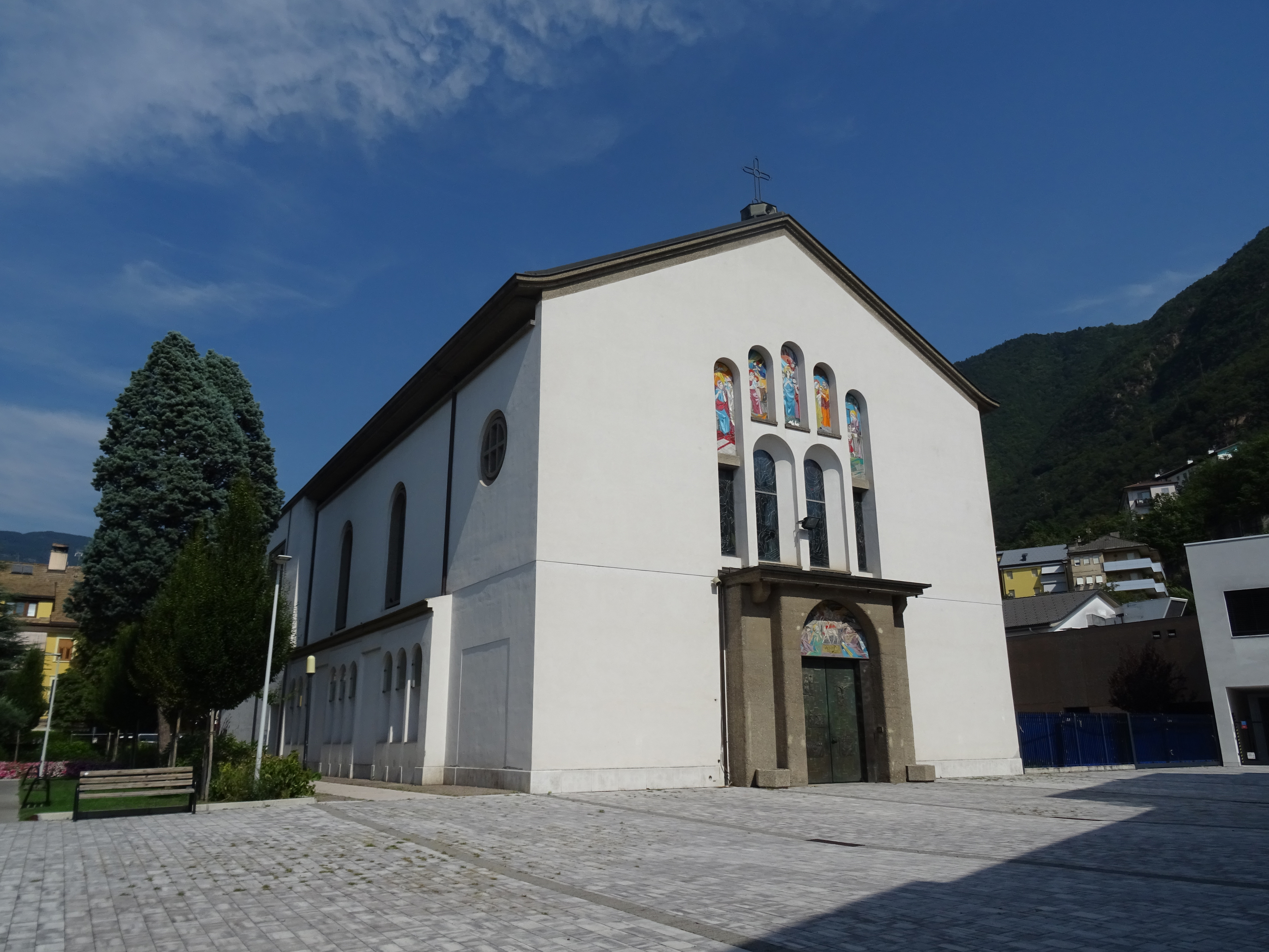
Rosenkranzkirche

Die älteste kirchliche Einrichtung Haslach-Oberaus ist die St.-Gertraud-Kapelle, die 1976 um das nahegelegene Pfarrzentrum St. Gertraud für die deutschsprachige katholische Seelsorge ergänzt wurde. Die italienischsprachige Seelsorge wird von der Rosenkranzkirche in der Claudia-Augusta-Straße gewährleistet.
1944/45 mussten Häftlinge des nationalsozialistischen Durchgangslagers Bozen militärindustrielle Zwangsarbeit im Virgltunnel leisten. An ihr Schicksal erinnert seit 2005 ein Gedenkort und Mahnmal nördlich des Sportplatzes.
Bis Anfang der 1960er Jahre bestand Haslach aus einigen wenigen Bauernhöfen, so dem Unterzallinger, Zobl, Hasenhof, Besenbinder und Bamrieser. Von Grutzen abgetrennt wurde hingegen die 1936 errichtete Industriezone von Bozen. In den 1930er Jahren wurde in Oberau der neue Bozner Stadtfriedhof angelegt. Nach 1960 begann hier eine rege Bautätigkeit und aus dem ruhigen Haslach wurde ein belebtes Stadtviertel von Bozen. Städtebaulich herausragend war dabei die von Othmar Barth entworfene Wohnsiedlung Haslach mit bis zu zwölfstöckigen Gebäudegruppen (im Volksmund Legohäuser genannt). Das Stadtviertel Oberau-Haslach wurde in den 1990er Jahren gebildet. Neue Wohnsiedlungen, wie die großräumige Anlage von „Rosenbach“, verdichten neuerdings das bereits engmaschige Gefüge von Haslach und Oberau.
Mit 41,5 Jahren hat die Bevölkerung von Haslach das niedrigste Durchschnittsalter aller Bozner Stadtteile.

## Öffentliche Einrichtungen

### Bildung

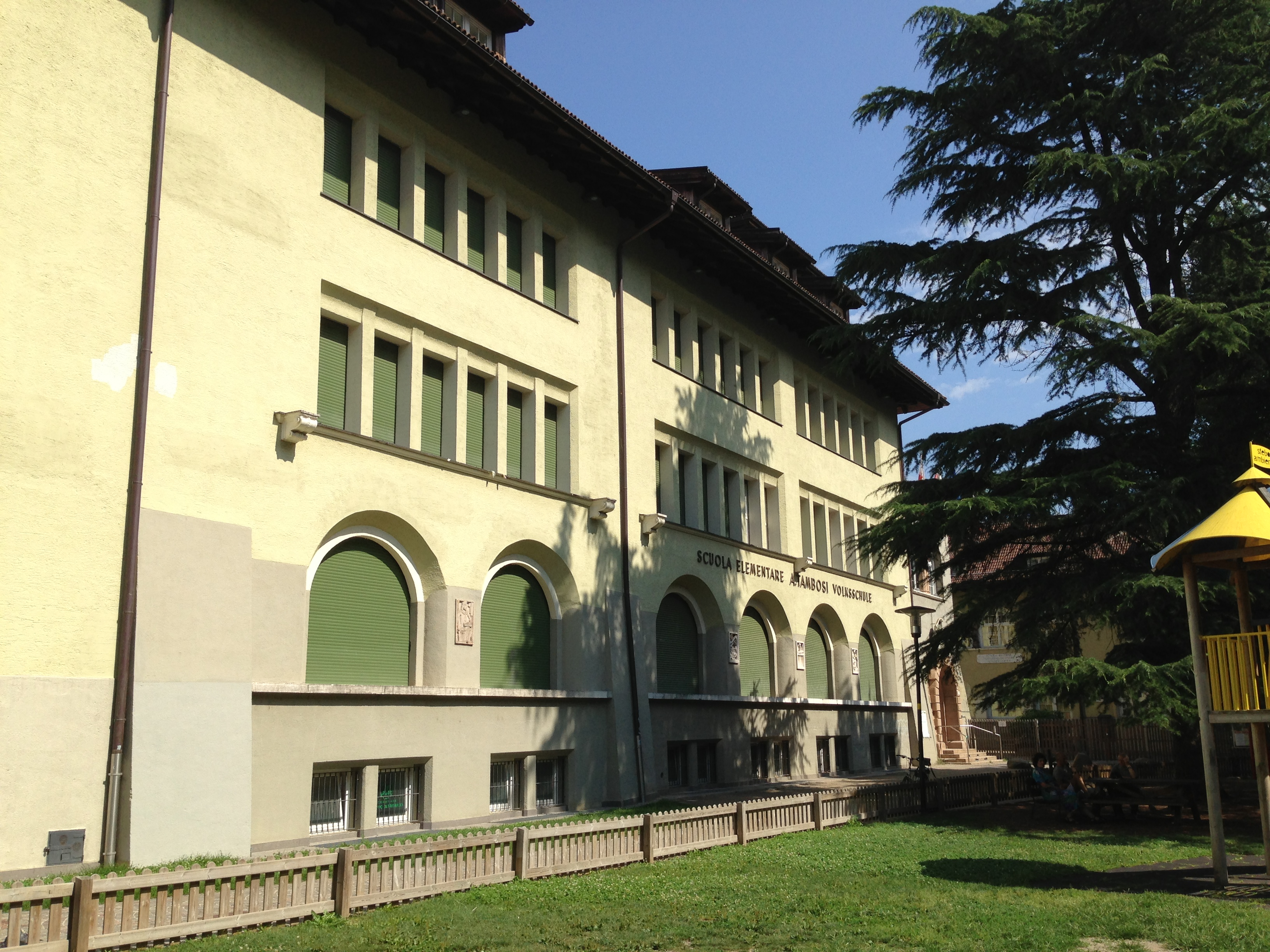
Die Grundschule „Antonio Tambosi“, 1911/12 von Gustav Nolte als Volksschule und Kindergarten Oberau errichtet

Zum Angebot an öffentlichen deutschsprachigen Einrichtungen gehören eine Grundschule („Rudolf Stolz“) und eine Mittelschule („Albin Egger-Lienz“). An weiterführenden Schulen sind im Gebiet des Stadtviertels allein die Landesberufsschule für Handel und Grafik „Johannes Gutenberg“ und die Fachschule für Hauswirtschaft und Ernährung angesiedelt.
Für die italienische Sprachgruppe gibt es zwei Grundschulen („Gianni Rodari“, „Antonio Tambosi“) und eine Mittelschule („Enrico Fermi“). An öffentlichen weiterführenden Schulen bestehen im Stadtviertel drei Landesberufsschulen: für Handwerk und Industrie, für Handel, Tourismus und Dienstleistungen (beide „Luigi Einaudi“) sowie für Sozialberufe („Emmanuel Lèvinas“). Das „Istituto Sandro Pertini“ stellt zusätzlich ein privates Schulangebot dar.

### Sonstiges
In Oberau-Haslach befinden sich ein Jugendzentrum (Bunker), ein Bürgerzentrum, eine Stadtteilbibliothek, ein Sozial- und Gesundheitssprengel, eine Mensa für Senioren, eine Gemeindeapotheke, die Freiwillige Feuerwehr, ein Pfadfinder-Stamm, ein Leichtathletikplatz und einige Sportvereine.
In Oberau, an der Grenze zu St. Jakob (Unterau), befindet sich der Städtische Friedhof.